# Masaaki Kanda
Masaaki Kanda (jap. 神田 真秋, Kanda Masaaki; * 1. Oktober 1951 in Ichinomiya, Präfektur Aichi) ist ein japanischer Politiker und war von 1999 bis 2011 Gouverneur der Präfektur Aichi.
Kanda studierte Rechtswissenschaften an der Chūō-Universität. Ab 1976 arbeitete er als Anwalt in Nagoya. Von 1991 bis 1998 war er Bürgermeister seiner Heimatstadt Ichinomiya. 1999 gewann er die Gouverneurswahlen mit Unterstützung aller großen Parteien mit Ausnahme der KPJ im ersten Anlauf, nachdem Reiji Suzuki nach 16 Jahren Amtszeit nicht mehr antrat, um sich der Vorbereitung der Expo 2005 zu widmen. Bei seiner dritten Wiederwahl 2007 setzte Kanda sich mit der Unterstützung von LDP und Kōmeitō gegen den von DPJ, SDP und Neuer Partei Japan gestützten Yoshihiro Ishida (Bürgermeister von Inuyama) durch. 2011 trat Kanda nicht wieder an, zu seinem Nachfolger wurde der ehemalige LDP-Shūgiin-Abgeordnete Hideaki Ōmura gewählt.
Von 1999 bis zur Einstellung des Betriebs 2006 war Kanda Vorstandsvorsitzender von Tōkadai Shin-Kōtsū K.K., der Betreibergesellschaft des Peoplemovers Peachliner, die zu 46 % im Besitz der Präfektur Aichi war.